# République de Raguse
Pour les articles homonymes, voir Raguse.
République de Dubrovnik
1358–1808
Entités précédentes :
- République de Venise

Entités suivantes :
- Royaume d'Italie
- Provinces illyriennes

La république de Raguse, plus rarement appelée république de Dubrovnik, était une cité-État et une république maritime dont la ville centre était Raguse (ou, en croate, Dubrovnik). Elle fut créée à la suite du traité de Zara le 27 juin 1358 et exista jusqu'à son annexion par le Premier Empire français le 31 janvier 1808.
Elle était gouvernée par un recteur, élu chaque mois. Celui-ci était logé au palais du recteur, où il ne recevait ni amis, ni famille, se consacrant entièrement à sa tâche. 
Elle s'étendait sur un territoire englobant le Sud de la Dalmatie, dans l'actuelle Croatie. Le nom croate Dubrovnik provient du lieu-dit voisin de Dubrava (« chênaie »), toponyme désignant la grande forêt qui poussait alors aux alentours (et que les bûcherons croates déboisèrent pour la flotte ragusaine). 
À l'origine, la république de Raguse comprenait uniquement les ports de Raguse (Dubrovnik) et de Vieux-Raguse (alors Ragusavecchia en italien, aujourd'hui Cavtat en croate) jusqu'en 1420, date à laquelle elle étendit son arrière-pays, jusque-là disputé entre la Rascie, la Hongrie et l'Empire ottoman. Ses frontières définitives furent fixées en 1426. Au maximum de son extension, la république de Raguse s’étendait le long d’une bande côtière de Neum à Sutorina (alors Sant'Irena) et comprenait les péninsules de Prevlaka (alors Vitaglina) et de Pelješac (alors Sabbioncello), les îles de Lastovo (Lagosta) et Mljet (Meleda), et quelques autres petites îles comme Koločep (Calamotta), Lopud (Media), et Šipan (Giuppana). Ce territoire correspondait à une grande partie de l'actuel comitat croate de Dubrovnik-Neretva. 
Sa langue était, jusqu'au XVe siècle, le ragusain, un dialecte roman dalmate, puis, à partir du XVIe siècle, le vénitien (autre langue romane) et à partir du XVIIIe siècle le chtokavien (langue slave méridionale, aujourd'hui croate). La république connut son apogée aux XVIe et XVIIe siècles. Elle comptait 30 000 habitants dont 5 000 pour la population intra muros de la ville de Raguse.

## Noms
Initialement nommée Communitas Ragusina (signifiant « municipalité ragusienne » ou « communauté » en français), elle est renommée Respublica Ragusina (signifiant « république ragusienne) au XIVe siècle. Le nom est mentionné pour la première fois en 1385. Malgré son nom, elle n'est pas une république puisque le recteur est nommé par Venise plutôt que par le conseil général de Raguse.
Le nom slave Dubrovnik dérive du mot dubrava, un bosquet de chênes, par l'étymologie populaire. La première mention du mot Dubrovnik pour désigner la ville date de la charte de Kulin (en), en 1189. Il commence à être utilisé conjointement avec Ragusa au XIVe siècle. Le nom latin, italien et dalmate Regusa dérivent potentiellement de Lausa (en grec ξαυ, signifiant « précipice ») ; il est plus-tard modifié en Rausium, Rhagesium, Ragesium ou Rausia (ainsi que Lavusa, Labusa, Raugia et Rachusa) puis en Ragusa. Une autre théorie est que le terme « Ragusa » dérive du proto-albanais Rāguša signifiant « baie ». La ville devient Dubrovnik après la Première Guerre mondiale, à la suite de son rattachement à la Yougoslavie.
Dans l'historiographie, elle est connue sous le nom de république de Raguse.

## Géographie
Durant des siècles, Raguse a maintenu presque inchangées ses frontières terrestres. Le territoire de Raguse, d'une superficie d'un millier de kilomètres carrés, comprenait des îles et une étroite façade littorale, d'une largeur de 5 à 10 km et longue de 72 km, coincée entre la côte Adriatique et les Alpes dinariques. Elle s’étendait le long de la Dalmatie du fleuve Neretva à la pointe d’Ostro près des bouches de Kotor au Monténégro. Au cours des siècles Raguse rattacha à son territoire l’archipel des îles Élaphites (1080), l’île de Meleda (1141), l’île de Lagosta (1216), la ville de Stagno (1333) et la totalité de la péninsule de Sabbioncello (1399). 
Au point de vue administratif, la république de Raguse était organisée autour de trois capitales (Raguse, Iagnina et Sabbioncello) et six sestiers.

## Histoire

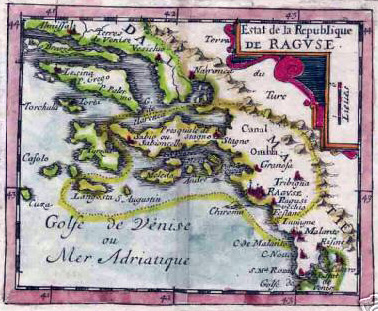
Carte historique, république de Raguse, « Storia di Raugia », 1678

### Origine
Comme de nombreuses villes de l’Adriatique telles que Venise, Grado, Zara ou Capodistria, Raguse fut fondée sur un îlot rocheux près des côtes, par des réfugiés venus de l'intérieur des terres, au moment des grandes invasions.
Plusieurs hypothèses ont été formulées par les historiens à ce sujet, les sources étant fragmentaires. Il semble acquis que Raguse ait été fondée par des réfugiés d’Épidaure (en croate : Cavtat, en italien : Ragusa Vecchia), une cité de l’Empire romain d'Orient située 25 km plus au sud-est. Selon la tradition locale, Raguse tirerait son nom de L’ausa (déformation de hãu en dalmate : « le précipice », du grec médiéval Χάος/haos, de même étymologie que le chaos savant) pour évoluer ensuite en Lavusa, Labusa, Raugia, Raguium, Rausia et Rachusa (Rausium en latin savant) pour finalement devenir Raguse.
L’une des théories formulées par les historiens avance qu’Épidauros aurait été pillée une première fois en 265 par les Goths et qu’il est fort probable que Raguse ait existé bien avant qu’Épidauros ne soit détruite. Ce sont les différents raids barbares, durant plus de trois siècles, qui seraient ainsi à l’origine de la constitution de ce lieu de refuge original. Une deuxième théorie place la fondation de Raguse et la destruction d’Épidauros par les Slaves et les Avars, en l’an 614. Une troisième théorie relie la fondation de Raguse au raid mené par les Croates en 656 contre Épidauros qui fut alors totalement détruite.
Quoi qu’il en soit, si le nouvel emplacement offrait une meilleure protection aux nouveaux habitants, les terres environnantes étaient moins fertiles, et ils durent négocier avec les Slaves le droit d’exploiter leurs anciennes terres. En échange ils furent dans l’obligation de leur rendre l’hommage de vassalité, tout en restant sous la protection de l’Empire romain d’Orient (dit, depuis le XVIe siècle,  « byzantin »).

### Premiers siècles

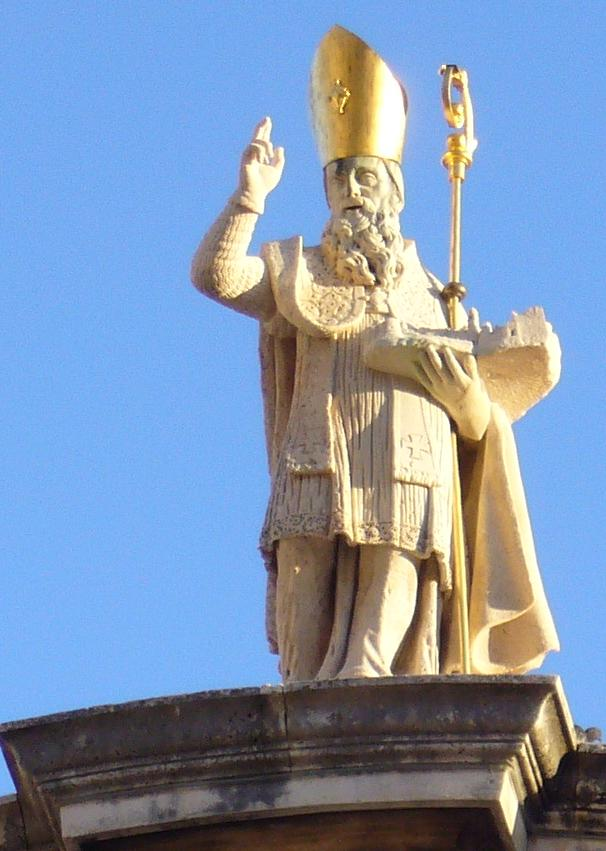
Statue de Saint Blaise patron de Dubrovnik

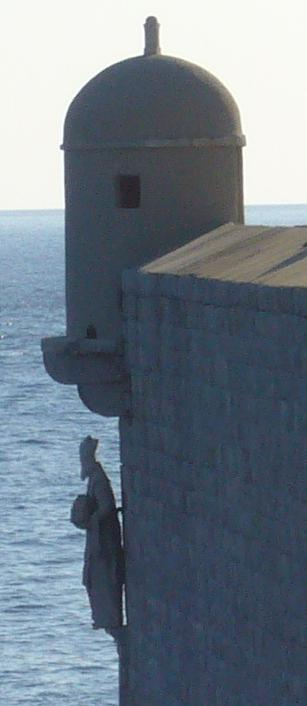
Statue de Saint Blaise sous l'échauguette d'un rempart de Dubrovnik

À partir du IXe siècle, en 866 et 867, Raguse est assiégée durant quinze mois par les Sarrasins. Le siège est levé grâce à l’intervention de la flotte de l’Empire romain d'Orient sous l’empereur Basile Ier. 
Peu après l’an mil, Venise s'émancipe progressivement de l’Empire byzantin et la protection de celui-ci (qui n’assure plus aussi bien sa fonction, face aux attaques des Hongrois et des Normands d’Italie), puis occupe la Dalmatie et tente de prendre en 948 le contrôle de Raguse, restée fidèle à l’Empire. La tentative de conquête vénitienne échoue et les Ragusains attribuent leur victoire à Saint Blaise qu’ils adoptent comme patron de leur Cité (en italien San Biagio, en croate Sveti Vlaho, nom qui évoque aussi celui donné, en slave, aux Dalmates et aux autres romans des Balkans).
En 1050, Raguse reprend aux Vénitiens le port de Gruž et prolonge ses frontières jusqu’à Zaton, à 16 km au nord de la ville, et en 1080 elle s'allie aux Normands d'Italie contre Venise. Au sein de l’Empire, Raguse bénéficie au XIe siècle d'une grande autonomie politique et commerciale, et sa noblesse de souche byzantine et dalmate prospère. Durant cette période, on assiste à la première augmentation notable de la population slave de Raguse, attirée par son activité commerçante. Le XIIe siècle est une période mouvementée pour la cité, qui consacre l’essentiel de son temps à se défendre des attaques des Vénitiens, et des royaumes bosniaques et serbes qui cherchent à en prendre le contrôle. 
En 1171, une brève mais dure et significative occupation vénitienne met en lumière la faiblesse de Raguse et de ses suzerains de Constantinople face à la puissance montante de la « Sérénissime » et face aux Serbes, faiblesse qui oblige les Ragusains à s'allier tantôt au roi de Sicile, aux Normands ou aux Hongrois... selon les époques. Entre 1180 et 1190, le grand-prince de Rascie Stefan Nemanja essaie à deux reprises de s'emparer de la république de Raguse, sans succès.
Pourtant, cette faiblesse et les différentes tentatives de conquêtes et agressions n’entravent en rien le développement économique de la ville. De nombreux traités maritimes sont établis entre Raguse et des villes italiennes (comme en 1203 par exemple avec la ville de Termoli qui est le port de la région de Molise). Néanmoins, la cité dalmate ne peut rivaliser avec la « Sérénissime République » et sa formidable puissance maritime. Aussi la politique commerciale ragusaine abandonnera-t-elle progressivement le commerce maritime pour se tourner, en profitant de sa situation géographique stratégique, vers le commerce avec l'intérieur des Balkans. En effet, des privilèges ont été obtenus avec les royaumes de Serbie (traité de 1186) et de Bosnie (traité de 1189). Le traité signé avec le souverain bosniaque Ban Kulin est d’ailleurs le premier document officiel où la ville est nominativement citée par son nom slave de Dubrovnik.
En 1191, l’empereur byzantin Isaac II Ange confirme aux marchands de la ville le privilège de commercer librement dans l'Empire, mais Venise est désormais si puissante, qu'elle peut s'attaquer non seulement à Raguse, mais à l'Empire lui-même. Elle utilise pour ce faire sa flotte qu'elle met au service de la quatrième croisade, et sa diplomatie par laquelle elle détourne cette croisade vers Constantinople (ville chrétienne pourtant), prise et mise à sac en 1204, pour la première fois depuis sa fondation. Venise profite largement de la chute de Byzance pour s'emparer de ses routes commerciales ainsi que de la plupart des îles grecques ; les trésors de Byzance passent à Venise. Dans ce contexte, Raguse, désormais sans protecteur, mais remerciant Saint Blaise que la flotte vénitienne soit passée devant elle sans s'arrêter, accepte dès l'année suivante la tutelle vénitienne, mais réussit à négocier son autonomie.

### La période vénitienne (1205-1358)
La domination de Venise dure de 1205 jusqu'en 1358, mais permet à Raguse/Dubrovnik d'entrer dans une nouvelle ère de son développement économique. Venise ne cherche pas à écraser son ex-rivale et lui accorde les mêmes patentes que Byzance auparavant : ainsi, les exportations de la ville sont exemptées de droits de douane à Venise. La ville est protégée des menaces des puissances voisines. En échange, Raguse/Dubrovnik constitue une base navale vénitienne dans le sud de la mer Adriatique. La ville constitue une formidable source de revenus pour Venise grâce aux ressources et aux routes commerciales qu’elle maîtrise (peaux, cire, argent et autres métaux). 
Raguse préserve une certaine autonomie, néanmoins limitée par des règles restrictives. Ces dernières concernent essentiellement le commerce maritime : ainsi, contrairement à Zara/Zadar, il y a peu de conflits entre Raguse et Venise, car la ville ne la concurrence plus dans les échanges commerciaux entre l’Est et l’Ouest. Raguse profite en revanche du développement des gisements miniers de Serbie et de Bosnie, et les marchands ragusains établissent des rapports commerciaux étroits à travers les Balkans et au-delà, jusqu'en Transylvanie d'où la ville importe de l'or et du sel, et jusqu'en Pologne d'où elle importe de l'ambre. 
En raison du développement économique et pour mieux se défendre des agresseurs, le chenal qui sépare la ville de la côte est comblé au cours du XIIe siècle et Raguse fusionne avec le faubourg slave de Dubrava (« chênaie ») situé sur la rive opposée, formant ainsi une forteresse défendue par un puissant rempart nord. L’ancien chenal est aujourd’hui la rue principale de la ville, nommée Stradun (actuelle Placa ; Stradun vient de l'italien strada, Placa de piazza). 
Au milieu du XIIIe siècle, l'île de Lastovo est rattachée au territoire originel. En 1333, la péninsule de Pelješac est achetée à la Serbie. En 1345, la république de Raguse fit en outre l’acquisition de l'île de Mljet.
Mais en janvier 1348, la ville est touchée par la peste noire et perd plus d’un tiers de sa population.

### L’indépendance: l’âge d’or de Raguse (1358-1458)

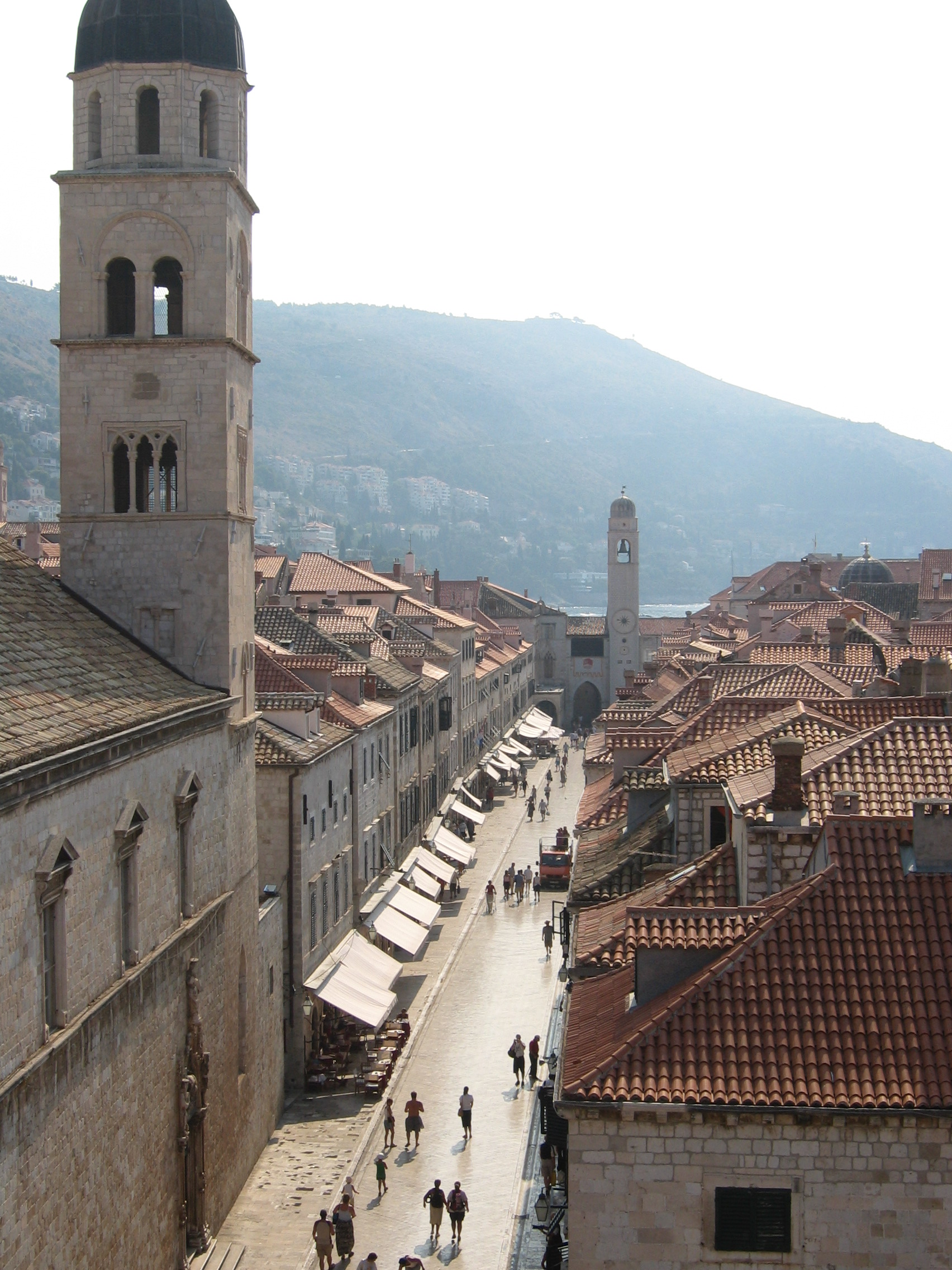
L'artère principale de la vieille ville : le Stradun

En 1358, après une guerre perdue contre la Hongrie et à la suite du traité de paix de Zadar (18 février), Venise perd la possession de Raguse et de la Dalmatie continentale. Le 27 juin 1358, l'accord final est signé à Visegrád entre Louis Ier de Hongrie et l'archevêque Giovanni Saraca. Raguse reconnaît alors la suzeraineté hongroise, à la place de la vénitienne. Elle verse à la Hongrie un tribut jusqu'en 1526, année de la bataille de Mohács (qui voit les Turcs triompher de la Hongrie), mais réussit à conserver son indépendance. En particulier, la noblesse locale dalmate et croate continue à régner sans que Buda interfère sur ses privilèges et franchises. Libérée des restrictions commerciales imposée par la cité vénitienne, Raguse profite même du fait que le royaume de Hongrie n'est pas une puissance navale. Les conflits d’intérêts étant donc peu probables, la cité devient indépendante dans ses choix politiques et le commerce maritime peut repartir sur de nouvelles bases.
Mais cette situation heureuse s’inscrit dans un contexte de tensions politiques dans les Balkans consécutives à la mort en 1355 de l'empereur de Serbie Stefan Dušan (Étienne Douchan). De plus, un autre danger pour le commerce de Raguse se profile avec l'invasion ottomane en Europe, commencée en 1354, et qui, en 1396, encercle déjà Constantinople et prend possession de la majeure partie de la Bulgarie.
En 1399 la ville acquiert la région de Primorje, entre Raguse et Pelješac. 
L'importance de son trafic conduit le Grand Conseil de Raguse à établir la première quarantaine officielle reconnue comme telle (isolement préventif) le 27 juillet 1377 pour se protéger de la peste noire[réf. nécessaire]. 
En 1409, Venise réussit à acquérir auprès du roi de Naples des droits plus étendus en Dalmatie. Venise cherche alors à prendre le contrôle du marché de la ville de Drijeva située à 100 km au nord de Raguse, près de l'embouchure de la rivière Neretva. Cette région est très importante car elle correspond à peu près au territoire originel des migrants slaves de Molise. Raguse considère cette région comme une importante place commerciale du fait de sa position stratégique pour établir des relations commerciales avec la Bosnie. En effet, elle constitue une ouverture naturelle sur la route de la Bosnie. Raguse défend sa position vis-à-vis du roi de Bosnie et réussit à garder son influence à Drijeva.
Cette position est encore disputée par Venise en 1417 à propos de l'exportation du sel qui transite par la ville de Drijeva et provient des marais salants de la Neretva et des mines de sel de Transylvanie et de Pologne. 
Entre 1414 et 1417, la république de Raguse récupère les îles de Korčula, Brač et Hvar, mais est rapidement forcée de les rétrocéder à Venise vers 1420. Entre 1419 et 1426, la riche plaine de Konavle au sud d'Astarea, qui inclut la ville de Ragusavecchia, est achetée au royaume de Bosnie et rattachée aux autres territoires de la république de Raguse.
En 1416, la république de Raguse abolit le servage. En 1418, elle est le premier pays européen (parmi ceux qui le pratiquent) à abolir l'esclavage et, donc, à interdire le commerce des esclaves (musulmans ou africains en pays chrétien, chrétiens ou africains en pays musulman). Durant les XVe et XVIe siècles, elle développe son commerce entre l'Europe orientale et les ports de la Méditerranée.
Dans l'Empire ottoman depuis le traité de 1458, les marchands ragusains ne paient en droit de douane que 2 % de la valeur de la marchandise vendue, même les musulmans paient 3 %, juifs et chrétiens de l’empire payant 4 % et les étrangers 5 %. Ces privilèges sont d’autant plus importants que souvent Raguse conserve de fait l’exclusivité des relations commerciales entre les pays catholiques et l’empire ottoman, une position qui fait aussi la fortune de Venise. Au XVIe siècle, marchands et navires de Raguse vont de Flandre, d'Angleterre, d'Espagne et de Provence, jusqu’en Égypte et en Syrie. Dans la seconde moitié du XVIe siècle la valeur du commerce import-export ragusain avec l’empire ottoman atteint 350 000 ducats. Au XVIe siècle, la flotte de commerce de la république de Raguse compte jusqu'à 200 navires. Son commerce porte alors principalement sur les céréales, la laine et les peaux, les produits miniers, la cire, le carmin de cochenille et le sel, produits des Balkans exportés vers l’Italie. Vers les Balkans, Raguse exporte tissus, cristallerie, verrerie et autres produits manufacturés.

### La domination ottomane

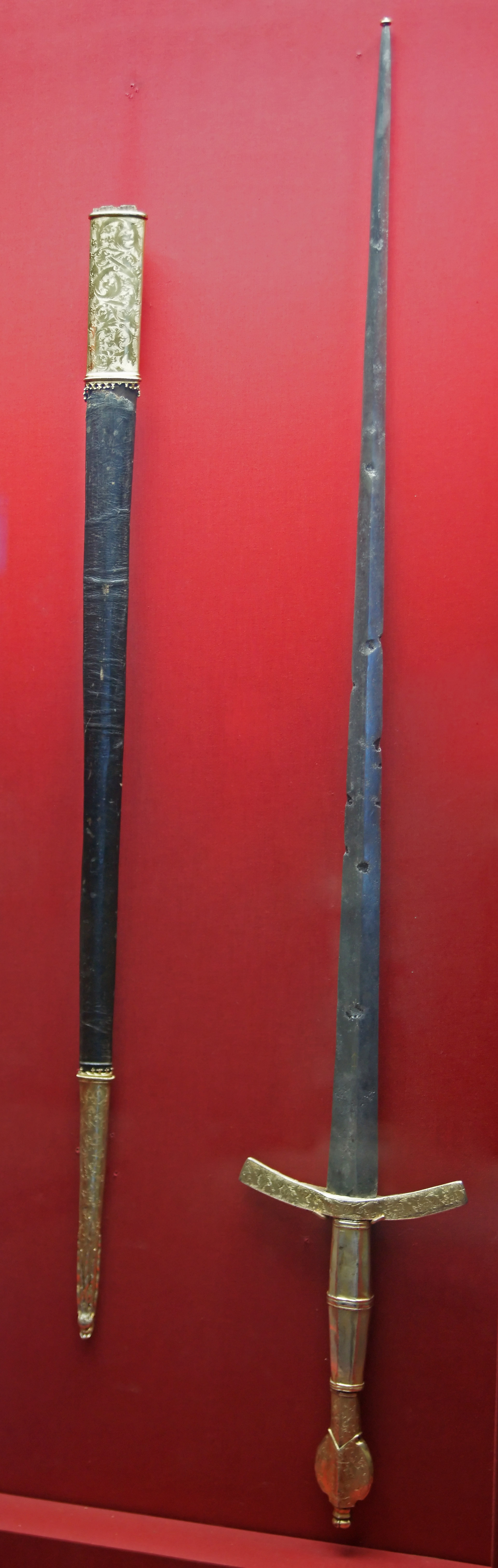
Épée de cérémonie du recteur, 1466

Alors que les Turcs ne cessent de progresser dans les Balkans, le voïvode bosniaque Sandalj n'hésite pas à faire appel à eux pour imposer son pouvoir en 1423. Dès 1430, les Ottomans avancent en Bosnie et en Albanie et ils occupent, entre 1439 et 1444, toute la Serbie. 
Cette annexion trouble et désorganise les relations commerciales que Raguse entretenait avec la Serbie, notamment avec la ville minière serbe Novo Brdo qui chute en 1441. De nombreux marchands ragusains prennent la fuite. La gravité de la situation force Raguse à prendre des mesures fiscales exceptionnelles afin d'aider les marchands en difficultés financières. Après de longues tractations avec les Ottomans, un traité est signé en 1442, autorisant les Ragusains à commercer librement dans les régions balkaniques occupées par les Turcs, contre le paiement de taxes et autres privilèges. 
Entre 1451 et 1454, une guerre oppose Raguse et le grand-duc bosniaque Stephan Vukcic-Kosaca, vassal des Ottomans converti à l'islam. Ce dernier veut conquérir Raguse pour le compte du sultan. Finalement les Ottomans abandonnent l'idée de conquête, préférant conserver les avantages financiers et commerciaux que leur apporte la cité de Raguse.
En 1458, la république de Raguse signe donc un traité avec l'Empire ottoman dans lequel il est stipulé qu’elle doit payer un tribut annuel au sultan de 1 500 ducats d'or au début, montant progressivement augmenté jusqu'à 12 500 ducats d'or en 1478. Chaque année un ambassadeur de la ville apporte au sultan le tribut avant le 1er novembre et renouvelle l'hommage de vassalité. Elle doit également détruire certaines de ses fortifications. En contrepartie la République se voit accorder d'importants privilèges douaniers. Par ailleurs la République ne change aucune de ses institutions politiques.
Les guerres de conquêtes lancées par les Ottomans dans les années 1450-1460 se traduisent par des mouvements de populations importants, en particulier vers la république de Raguse. Ces migrations sont si importantes qu'un décret est établi en 1454 afin de contrôler l'accès à la cité. En mars 1460, les troubles provoqués par ces mouvements migratoires poussent Raguse à proscrire tout transport de personnes en dehors du territoire de la République par voie maritime. Mais la pression étant tellement forte, la cité maritime finit par céder et même organiser des transports de réfugiés par bateaux en direction de l'Italie (Venise, les Marches...) au milieu des années 1460. 
En 1459, après la chute de la capitale Smederevo, la Serbie est complètement occupée par les Ottomans et la pression s'accentue sur Raguse. Quelques années plus tard, les Ottomans occupent la Bosnie en 1463 et presque entièrement l'Herzégovine en 1465. 
En 1465, Venise et les Hongrois se disputent le contrôle de l'embouchure de la Neretva, une région à la position stratégique, à proximité de la ville commerciale de Drijeva, et contrôlée par la ville fortifiée de Pocitelja en amont de la rivière. Si les Hongrois, appuyés par Raguse, s'installent dans le fort de Pocitelja, la sérénissime république de Venise en profite pour contrôler le littoral de Makarska et la région autour de la ville d'Imotski. Le sultan Mehmed II profite des clivages dans le camp chrétien pour étendre ses conquêtes en Asie mineure en 1468. 
Malgré les accords signés avec les Ottomans et les tributs versés, les attaques répétées des Valaques d'Herzégovine (population « ottomanisée ») se déroulent régulièrement contre le territoire de Raguse. 
La totalité des villes et des places fortes de l'arrière pays de Raguse et de la Neretva comme Uskoplje ou Trebinje, tombent aux mains des Ottomans à partir de 1465. La ville fortifiée de Pocitelj tombe en 1471, ouvrant le marché de Drijeva sur la Neretva et permettant le contrôle de la route vers la Bosnie. En conséquence, même si c'est déjà le cas depuis longtemps, le commerce de Raguse est sous le contrôle de la puissance ottomane.
La conquête de l'Herzégovine se termine en 1482 par la prise de la ville de Herceg Novi située à l'entrée des bouches de Kotor et ce, aux dépens du grand-duc Vlatko, un des héritiers de Vukcic-Kosaca. 
Les territoires annexés tombent ainsi sous le contrôle de l'administration ottomane dans les années 1470-1480 et une frontière entre Raguse et l'empire ottoman est bornée.
Dès 1481, lorsque la ville passe sous la protection ottomane, elle est obligée de lui verser un tribut de 12 500 ducats par an (jusqu'en 1718) mais elle conserve une certaine indépendance tout en restant sa vassale. Elle conserve ainsi le droit d'entretenir des relations diplomatiques et signer des traités avec les autres puissances étrangères. De plus, la flotte de Raguse peut naviguer sous son propre drapeau. Le suzerain ottoman confère même des privilèges commerciaux pour commercer dans l'Empire. Raguse contrôle aussi le commerce de l'Adriatique au nom de l'Empire ottoman et ses marchands bénéficient d'exemptions fiscales spéciales et d'avantages commerciaux de la Sublime Porte (désigne le palais impérial de Topkapi à Istanbul). Les marchands de Raguse peuvent installer des comptoirs commerciaux et bénéficier de droits dans les villes ottomanes importantes.
Les marchands ragusains ont le droit d'entrer dans la Mer Noire qui reste fermée aux navigateurs non-ottomans. Ils paient aussi des droits de douane moins élevés que les marchands étrangers. La cité bénéficie aussi du soutien diplomatique de l'administration ottomane lors de leurs disputes commerciales avec les Vénitiens.
Mais un conflit, dont l'enjeu est le contrôle du commerce depuis la Neretva jusqu'aux bouches de Kotor, éclate en 1499 entre l'Empire ottoman et la république de Venise. En 1496, Venise a déjà tenté de contrôler, mais en vain, le marché du sel de la Neretva. 
Durant toute cette période de guerre, le commerce de Raguse est grandement affecté. Venise a détruit les salines de la Neretva et intercepté les navires marchands de Raguse. Des traités de paix sont finalement signés en 1503, mettant fin aux désordres qui règnent depuis plusieurs décennies dans la région. 
Le destin de Raguse est étroitement lié à celui de l'Empire ottoman. Raguse et Venise apportent une aide technique à la coalition entre l'Empire ottoman, l'Égypte, Calicut et Gujarati, et contribuent à l'effort de guerre contre les Portugais lors la bataille de Diu dans l'océan Indien (1509).
Avec l'Angleterre, l'Espagne et Gênes, La république de Raguse est pour Venise un des adversaires les plus dangereux du XVe siècle car susceptible de la concurrencer sur toutes les mers, l'Adriatique y comprise. Grâce à la proximité des forêts inépuisables de chêne de Gargano, la cité est en mesure de construire des bateaux à l'abri des Vénitiens.
Pour leur part, les Ottomans considèrent Raguse comme un port d'importance majeure. L'essentiel du trafic commercial entre Florence et Bursa, le dernier port ottoman dans la Turquie actuelle du nord-ouest, transite par Raguse. Les marchandises des Florentins quittent les ports italiens de Pesaro, Fano ou Ancône pour atteindre Raguse. De là, les marchandises prennent la route pour Bosnasaray (Sarajevo)-Novi Pazar-Skopje-Plovdiv-Edirne.
L'année 1503 marque le début d'une nouvelle ère pour Raguse et son commerce qui va atteindre un développement sans précédent tout au long du XVIe siècle.
Dans les années 1550 à 1580, Raguse accepte de mettre sa marine à la disposition de l'Empire espagnol à condition de ne pas participer aux expéditions militaires susceptibles d'affecter ses relations commerciales avec l'Empire ottoman. L'empire ottoman tolère que Raguse puisse importer des marchandises de pays avec lesquels il est en guerre. 
Mais les navires mis à disposition sont armés, et Raguse perd dans les combats presque toute sa flotte. 

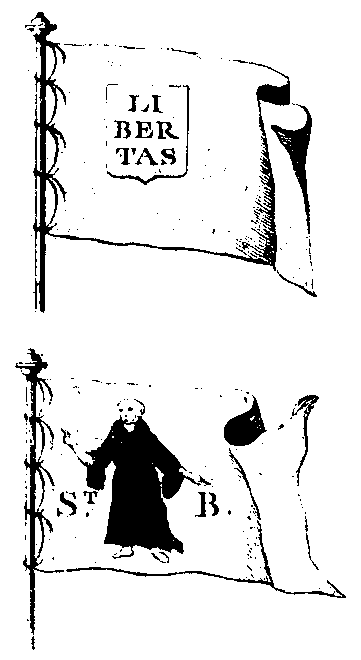
Drapeaux de Raguse selon l'Encyclopédie.

### Le déclin de la république de Raguse
Le déclin de l'empire ottoman et de son commerce avec l'Occident entraîne la diminution progressive du commerce ragusain.

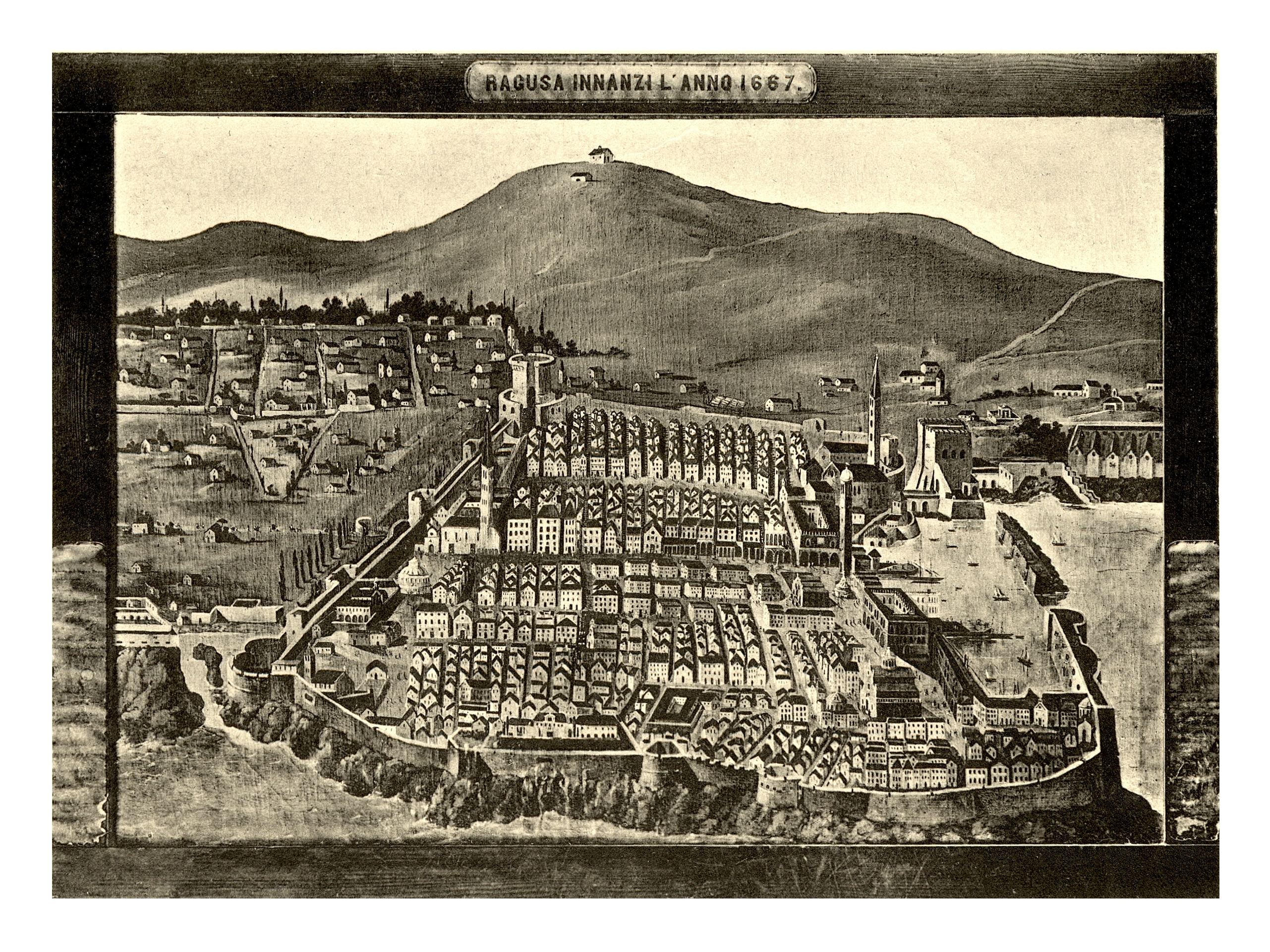
Raguse avant le tremblement de terre de 1667, Kowalczyk 1909

Le séisme du 6 avril 1667 dévaste la ville, tuant plus de 5 000 personnes y compris le recteur et ravage la plupart des bâtiments publics, laissant seulement les remparts intacts. De nombreux bâtiments de style gothique et renaissance (palais, églises monastères) sont détruits et laissés à l'état de ruines. Seuls le palais Sponza et la façade du palais du Recteur de la place Luza résistent au tremblement de terre. La ville est progressivement reconstruite dans un style baroque plus modeste. Après de gros efforts, Raguse se redresse mais demeure à jamais l'ombre de la brillante et ancienne République.
En 1684, des émissaires sont envoyés pour renouveler les accords signés en 1358 à Visegrád, reconnaissant la souveraineté de la maison d'Autriche sur Raguse comme roi de Hongrie et de Croatie. 
De plus, Raguse doit payer une taxe annuelle de 500 ducats. 
En même temps, Raguse continue à reconnaître la souveraineté ottomane, ce qui n'a rien d'inhabituel pour l'époque. 
Cette situation offre même un grand nombre d'opportunités pour la ville qui peut ainsi commercer et envoyer ses navires dans tous les ports de la côte dalmate.
En 1683, les Turcs subissent une cuisante défaite lors de la bataille de Kahlenberg aux portes de Vienne face à  l'armée autrichienne emmenée par le général Francesco Giovanni Gondola (Fran Đivo Gundulić (en)).
Lors du traité de Karlowitz de 1699, les Ottomans cèdent la totalité de la Hongrie, la Transylvanie, la Slavonie, la Dalmatie et la Podolie aux Habsbourgs victorieux, aux Vénitiens et aux Polonais.
L'Empire Ottoman n'étant plus une menace au sein de l'Europe chrétienne, Venise améliore ses positions en Dalmatie. Raguse se retrouve encerclée et coupée du commerce avec l'intérieur. 
Face à ce danger, préparée à l'échec des Turcs en Autriche en 1684 et espérant que l'armée autrichienne va s'emparer de la Bosnie-Herzégovine, Dubrovnik envoie des diplomates à Vienne auprès de l'Empereur Leopold Ier.
À l'occasion du traité de paix du 26 janvier 1699, la république de Raguse cède deux territoires côtiers à l'Empire ottoman dans le but de se protéger indirectement des attaques de la république de Venise. 
L'un d'entre eux est un territoire situé à la frontière nord-ouest autour de la petite ville de Neum, aujourd'hui le seul corridor d'accès à la mer Adriatique pour la Bosnie-Herzégovine contemporaine. 
L'autre territoire est situé à la frontière sud-est du village de Sutorina et va constituer plus tard une partie du Monténégro.
Raguse continue sa politique de neutralité en ne prenant pas part à la guerre de Succession d'Autriche (1741-1748) et à la guerre de Sept Ans (1756-1763).
En 1776, Raguse conclut un traité d'amitié et de commerce avec la France. 
En 1783, le Conseil de Raguse ne répond pas à la proposition d'établir des relations diplomatiques avec les États-Unis présentée par leur représentant diplomatique à Paris, Frano Favi, bien que les Américains aient accepté de permettre aux navires de Raguse d'accéder librement à leurs ports.

### La chute de la république de Raguse
En 1800, la république de Raguse entretient un réseau très organisé d'ambassades et de consulats dans plus de quatre-vingts villes et ports dans le monde. 
En 1806, Raguse est assiégée durant un long mois par les flottes russe et monténégrine qui envoient plus de 3 000 boulets sur la cité. La république de Raguse est contrainte de capituler face aux forces armées de l'Empire français qui met un terme au siège et sauve Raguse. L'armée française entre dans Raguse en 1806. 
En 1808, le maréchal Marmont abolit la république de Raguse et l'intègre dans le royaume d'Italie. Il devient le recteur de Raguse. L'italien est alors la langue officielle de Raguse. 
En 1810, Marmont l'intègre dans les Provinces illyriennes françaises, territoire correspondant alors à une large partie de la Slovénie et du littoral de la Croatie actuelles. Le territoire de la province de Raguse est alors divisé en 10 cantons : Raguse, Vieux-Raguse, Cattaro, Castel-Nuovo, Budua, îles de Mélida, Slano (en), Sabioncello, Cursola et Lagosta,.
En 1814, lors de la bataille de Paris, Marmont abandonne Napoléon et est accusé d'être un traître. En raison de cette attitude, le mot « ragusade » devient une expression signifiant un acte de trahison. Le terme « raguser » veut dire aussi trahir.
Menée par le général Todor Milutinovic, l'armée autrichienne, accompagnée de l'armée britannique et d'insurgés locaux, encercle Raguse occupée par les Français. Lors du congrès de Vienne en 1815, Raguse est rattachée au royaume de Dalmatie, alors sous l'autorité de l'empire d'Autriche, et en fera partie jusqu'en 1918.
En 1815, l'aristocratie ragusaine formant l'ancien gouvernement ragusain se rassemble dans le but de rétablir la république de Raguse mais ses efforts sont vains et c'est aussi la dernière fois qu'elle se réunit. Après la chute de la République, elle se disperse et quatre cinquièmes des familles émigrent à l'étranger. Environ un cinquième des familles aristocratiques sont reconnues par les Habsbourg et intègrent la noblesse autrichienne. Certaines de ces familles reconnues ont survécu, comme les Ghetaldi-Gondole, Gozze, Caboga, Sorgo, Zlatarić, Zamagna et Pozza.
La ville de Raguse change officiellement son nom dans les langues occidentales en Dubrovnik en 1918, avec la chute de l'empire d'Autriche-Hongrie et l'incorporation dans le royaume des Serbes, des Croates, des Slovènes, plus tard le royaume de Yougoslavie.

## Gouvernement de la république de Raguse

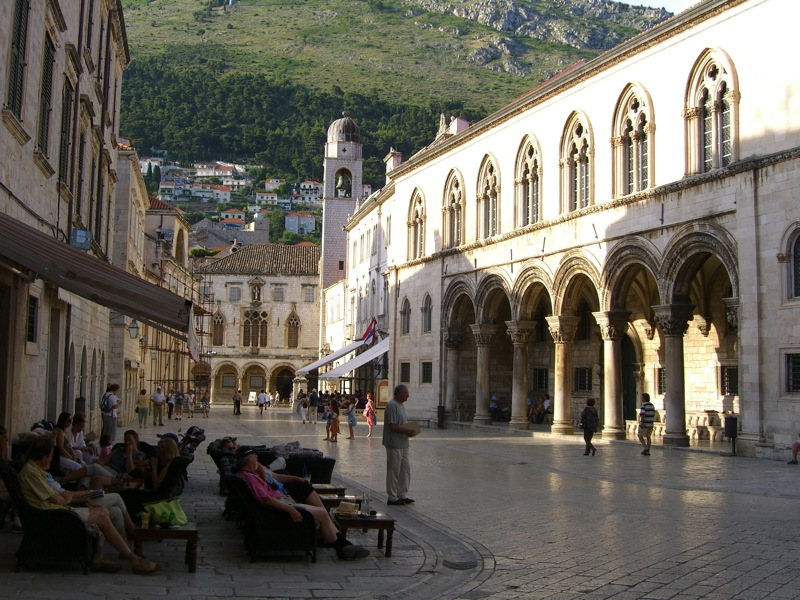
Palais du recteur, Dubrovnik

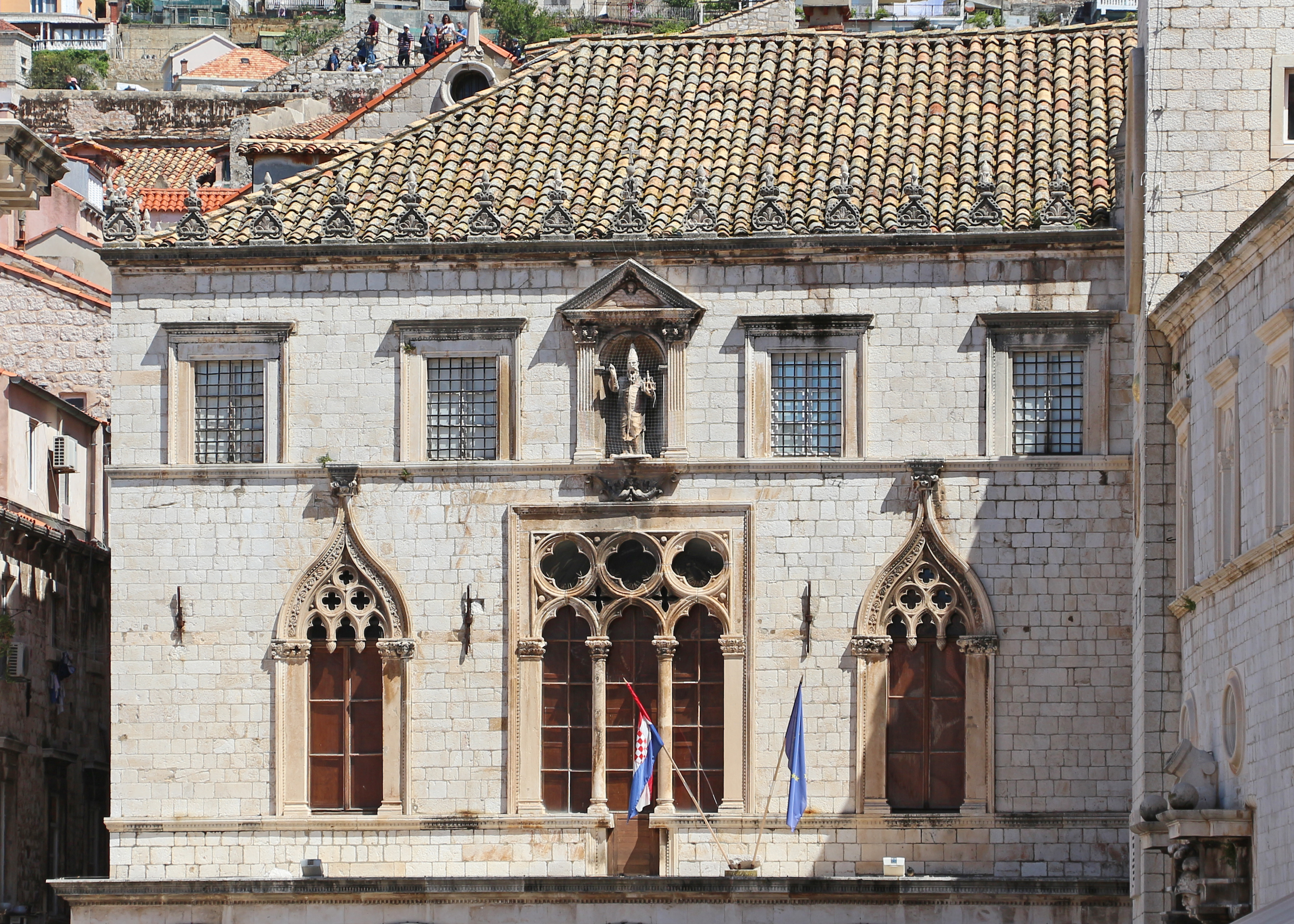
Palais Sponza, Dubrovnik

La ville est gouvernée par l'ordre de la noblesse. Trois groupes sociaux cohabitent à Raguse et il est strictement défendu de se marier avec une personne issue d'une classe différente. 
Le chef de la Cité-État porte le titre de duc puis de recteur (rettore) au moment de la domination vénitienne. Mais ce statut  reste un titre honorifique, en réalité le pouvoir est entre les mains de trois assemblées tenues par la noblesse.
Un document des archives de Raguse, le Speculum Maioris Consilii Rectorum, énumère toutes les personnes qui ont participé au gouvernement de la République entre septembre 1440 et juin 1860. On compte, au total, 4 397 recteurs élus. 2 764 (63 %) étaient issus des vieilles familles nobles : Gozze, Bona, Caboga, Cerva, Gondola, Ghetaldi, Giorgi, Gradi, Pozza, Saraca, Sorgo et Zamanya. Au XVIIe siècle, 50 % des ducs et des sénateurs appartenaient aux familles suivantes : Bona, Gondola, Gozze, Menze et Sorgo. Au XVIIIe siècle, 56 % des sénateurs provenaient des familles suivantes : Sorgo, Gozze, Zamagna, Caboga et Georgi. Enfin, dans les huit dernières années de la République, 50 % des ducs étaient des Sorgo, Gozze, Gradis, Bona et Ragnina.
Plusieurs problèmes importants touchent les familles nobles ragusaines, confrontées à la diminution de leur effectif et au faible nombre de familles nobles locales (dans les environs de Dubrovnik alors sous le contrôle turc). 
Ils deviennent un groupe de plus en plus restreint où les mariages sont fréquents entre parents du 3e et 4e degré (1566 - tutti quasi siamo congionti da quarto grado di consanguinita et affinita).
Une liste datant de 1802 des assemblées de la République montre que six des huit membres du Petit Conseil et quinze des vingt membres du Grands Conseils sont issus des onze mêmes familles.
La constitution de la république de Raguse est de nature aristocratique. 
La population est divisée en trois classes : les patriciens, les citoyens et les plébéiens. 
L'essentiel du pouvoir est concentré entre les mains des armateurs, des banquiers et des riches marchands, patriciens qui se considèrent comme nobles en se dotant d'armoiries. 
Capitaines de navires, commerçants plus modestes et maîtres des corporations constituent des citoyens plus ordinaires qui peuvent occuper les postes subalternes de l'administration civile et judiciaire, parfois accéder au Grand Conseil. 
Matelots, artisans et paysans constituent la classe des plébéiens, souvent d'origine slave ou albanaise, sans aucune voix dans le gouvernement ni participation aux affaires politiques de la Cité. 
Le mariage entre les membres de classes sociales différentes est interdit.
L'organisation du gouvernement se fonde sur le modèle vénitien : les corps institutionnels sont 
- le Grand Conseil (l'organe de gouvernement suprême) ;
- le Petit Conseil le véritable gouvernement détenant le pouvoir exécutif (depuis 1238) ;
- le Sénat (depuis 1253).

Ce système politique, le Statut de Raguse, est définitivement admis, sur proposition du Grand et du Petit Conseil, après l'approbation par l'assemblée générale de la population le 29 mai 1272. Après le départ du gouverneur vénitien, le chef d'État est le recteur, élu pour une durée de plus en plus courte, finalement d'un mois.
Le Grand Conseil (Consilium maius) est exclusivement composé de membres de la noblesse ; chaque noble obtient son siège à l'âge de 18 ans.
Chaque année, pour le Petit Conseil (Consilium minus), on procède à l'élection de 11 membres. 
Avec le duc (le recteur), le Petit Conseil exerce des fonctions exécutives et représentatives. 
Le pouvoir principal est tenu par le Sénat qui comptait 45 membres élus pour un an. 
Au sein de cette assemblée, on ne distingue pas l'hégémonie d'une famille en particulier, contrairement à la famille de Médicis à Florence. 
Cependant les historiens s'accordent pour dire que la famille Sorgo reste de tout temps une des familles les plus influentes de la Cité-État.
Le Petit Conseil se compose à l'origine de 11 membres pour se réduire à 7 en 1667.
Le recteur est élu par le Grand Conseil.
Le Sénat apparaît comme nouveau corps consultatif en 1235. 
Ce dernier est constitué de 45 membres invités (plus de 40 ans de moyenne d'âge).
Lorsque la République est sous la domination vénitenne, le Recteur est un Vénitien. 
Mais à partir de 1358 le Recteur est toujours un Ragusain. 
La durée du mandat du recteur est seulement d'un mois et il n'a le droit d'être réélu que deux ans après.
Le recteur vit et travaille dans le palais du Recteur mais sa famille doit vivre dans sa résidence particulière. 
Le gouvernement de la République a un caractère libéral et manifeste très tôt son souci de justice et les principes humanitaires comme l'abolition du commerce d'esclaves dès 1418.
Le caractère libéral de Raguse peut se manifester d'autres façons.
Sur le drapeau de la République, on peut lire le mot Libertas (la liberté) et à l'entrée de la forteresse Saint Lorenz (Lovrijenac), juste à l'extérieur des remparts de Raguse, on peut encore lire l'inscription suivante : « Non bene pro toto libertas venditur auro », signifiant « la liberté n'est vendue contre aucune sorte d'or ». La République abolit l'esclavage. Compte tenu du contexte politique des pays voisins, la République est un adversaire de la religion orthodoxe et seuls les catholiques romains peuvent acquérir la citoyenneté ragusaine.

## Culture

### La langue
Durant toute son histoire, Raguse constitua un pont entre l'Orient et l'Occident, entre les mondes slave et roman.
Le ragusain était, comme le végliote (du nom de l'île de Veglia, aujourd'hui Krk), un des dialectes dalmates, une langue morte de la famille des langues romanes. En effet, l'encyclopédie des langues d'Europe, mentionne une variante méridionale appelée « ragusain » dont on connaît quelques textes brefs. Parmi ces derniers on trouve deux lettres de 1325 et 1397 et quelques textes médiévaux. 
Au moment de l'expansion slave, la langue chtokavienne (langue slave du sud-ouest) a également commencé à être pratiquée. Elle ne cessa de prendre de l'extension par la suite, et l'aristocratie ragusaine eut à cœur de maintenir le ragusain : en atteste la décision du Sénat ragusain de discuter les débats en « vieux ragusain » (lingua veteri ragusea : en langue antique de Raguse) et l'interdiction de parler la langue slave (lingua sclava). Le dialecte ragusain fut fortement influencé par le vénitien ; cependant, au XVIe siècle, il tomba en désuétude et il finit par s'éteindre. Sa disparition coïncida avec le développement de l'italien qui devint la langue officielle de la République (de 1492 jusqu'à sa fin).
D'après les sources disponibles, on recense à peine 260 mots ragusains. Plusieurs mots ont survécu comme pen (se prononce comme en français) (pain), teta (père), cesa (maison, en vénitien ce mot signifie église) et facir (pour faire). Ils sont cités par l'italien Fillipo Diversi, directeur de l'école de Dubrovnik dans les années 1430.
L'italien était désormais utilisé par les classes dominantes et la langue croate (chtokavien) par les classes inférieures. Les Ragusains étaient en général bilingues. Ils parlaient le croate dans la vie quotidienne, l'italien pour les occasions officielles, ou bien il leur arrivait de mélanger les deux. Des travaux littéraires de Ragusains célèbres ont été écrits en italien et en croate.

### Personnalités de la culture ragusaine

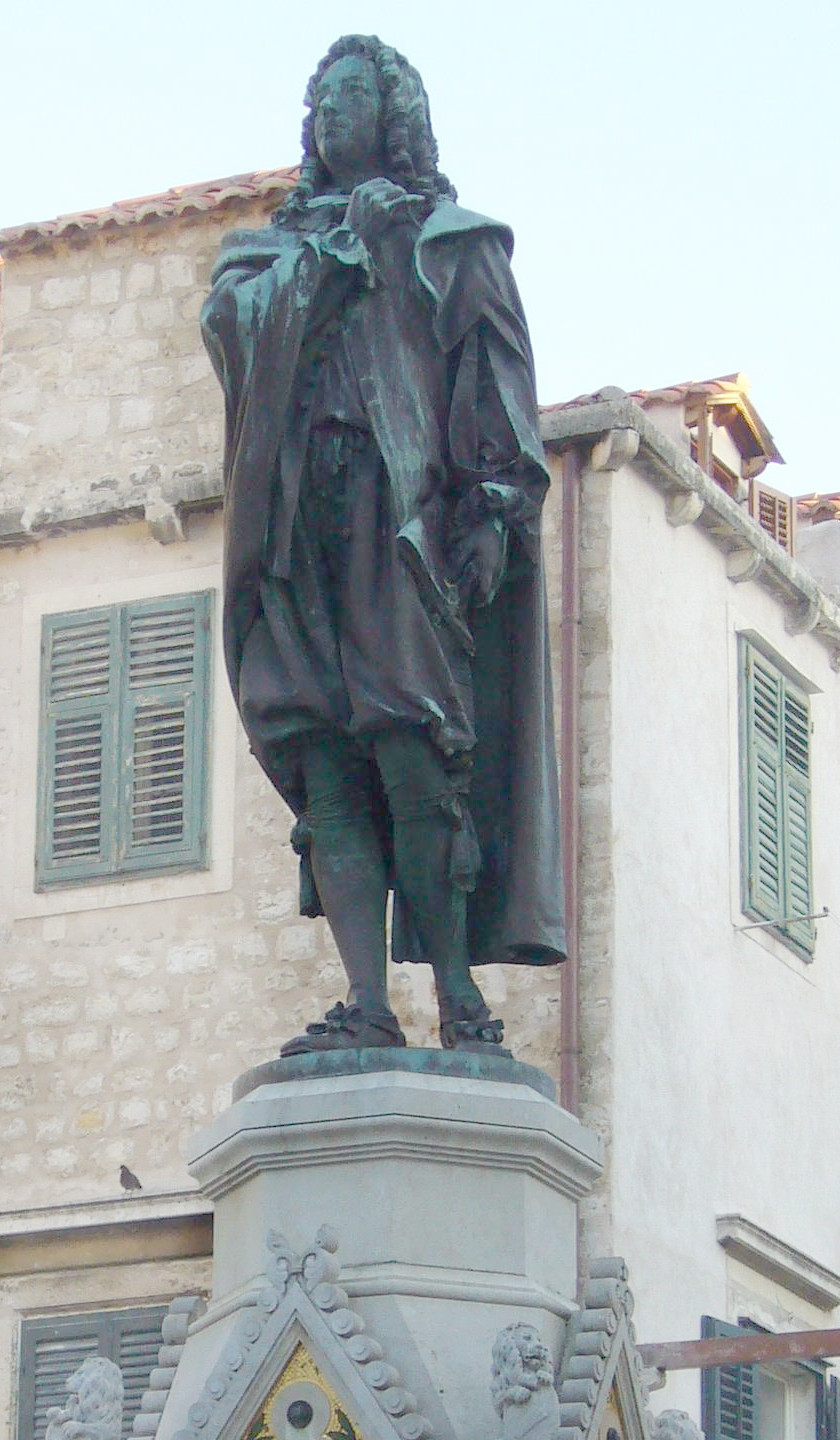
Statue de Ivan Gundulić, août 2006

La seconde moitié du XVe siècle est l'âge d'une littérature latine renaissante et humaniste riche en Dalmatie.
Selon Graubard, durant la Renaissance, la domination vénitienne sur la Dalmatie et Raguse a suscité la naissance d'intellectuels influents (la plupart du temps des aristocrates et des ecclésiastiques, des Jésuites plus particulièrement) qui conservèrent la mémoire vivante de la Croatie et de la langue croate, notamment en composant ou en traduisant des pièces de théâtre et des livres italiens ou latins en langue vernaculaire. 
Économiquement et politiquement indépendante, Raguse réunissait les meilleures conditions pour se distinguer et développer les arts et les lettres en Dalmatie. Des auteurs comme Elio Cerva (Aelius Lampridius Cervinus) (1460-1521) poète et humaniste arrivent ainsi avec talent à produire des réalisations artistiques des plus élevées en langue vernaculaire.
Certains de ses contemporains déjà, comme Jakov de Bona et Damiano Benessa, utilisent la langue de Virgile pour exalter des thèmes chrétiens. 
Dominko Zlatarić (1555-1609) est aussi un célèbre poète ragusain, auteur des Poésies diverses et traducteur en vers de, la tragédie Électre de Sophocle, les métamorphoses d'Ovide, Pyrame et Thisbé et l'Aminta du Tasse.
Ruggiero Giuseppe Boscovich (1711, Raguse - 1787, Milan) est un prêtre jésuite dalmate qui était mathématicien, physicien, astronome, poète et philosophe. Il était né à Raguse d'un père de Bosnie et d'une mère italienne de la famille Bettera.

## Personnalités ragusaines
- Antonio Aglich ( -1830)
- Giorgio Baglivi / Gjuro Baglivi (1668-1707), physicien
- Savino de Bobali (1530-1585), écrivain
- Nicolò Vito di Gozze (1549-1610), politologue, historien philosophe
- Giovanni Bona Boliris (1520-1572)
- Roger Joseph Boscovich (ou Ruggiero Giuseppe Boscovich) (1711 – Milan, 1787), mathématicien, astronome, écrivain, philosophe, jésuite.
- Marc Bruère Desrivaux / Marko Bruerović (Lyon 1770 – Chypre 1823), écrivain
- Vice Bune / Vincent Bune (1559-1612), explorateur, découvreur de la Mélanésie et vice–roi du Mexique
- Bernhard Graf Caboga – Cerva, 1785-1855
- Serafino Cerva (1696-1759)
- Raimondo Cunich (1719-1794), écrivain
- Sebastiano Dolci / Sebastijan Slade (1699-1777)
- Džore Držić / Giorgio Darsa (1461-1501), écrivain
- Marin Držić / Marino Darsa (1508-1567), écrivain
- Marco Faustino Gagliuffi (1765-1834)
- Giorgio Ferrich (1739-1820),
- Marin Getaldić / Marino Ghetaldi (1568-1626), scientifique, mathématicien
- Vlaho Getaldić / Biagio Ghetaldi (1788-1872)
- Francesco Ghetaldi – Gondola (1833-1899)
- Šiško Getaldić-Gundulić / Segismondo Ghetaldi-Gondola (1833-1899)
- Ignazio Giorgi / Ignjat Đurđević (1675-1737), écrivain
- Francesco Gondola / Fran Gundulić (1632-1700)
- Giovanni Gondola / Ivan Gundulić (1589-1638), écrivain
- Giovanni Segismondo Gondola / Ivan Šiškov Gundulić (1677-1721)
- Segismondo Gondola / Šišmundo Šiško Gundulić (1634-1667)
- Maria Gondola Gozze / Marija Gundulić Gučetić
- Stefano Gradi / Stjepan Gradić (1613-1683), philosophe, scientifique
- Nikola Vitov Gučetić / Nicolò Vito di Gozze (1549-1610), philosophe, scientifique
- Dobric Dobricevic / Bonino de Bonini (1454-1528),
- Trojan Gundulic, imprimeur
- Hieronimus Liubibratich de Trebinia (1716-1779)
- Vladislav Menčetić (1617-1666)
- Sigismondo Menze / Šišmundo Menčetić (1457-1576)
- Giovanni Mane Giornovichi / Ivan Mane Jarnović ou Jarnowick (1740-1804), compositeur
- Giacomo Micaglia / Jakov Mikalja (1601-1654), linguiste
- Nikola Nalješković (1505-1587)
- Junije Palmotić / Giunio Palmotta (1607-1657), écrivain
- Ludovico Pasquali (1500-1551)
- Bernardin Pavlović
- Medo Pucić / Conte Orsato Pozza (1821-1882)
- Niko Pucić / Conte Nicola Pozza (1820-1883)
- Didacus Pyrrhus (1517-1599), poète
- Domenico Ragnina / Dinko Ranjina (en)
- Giunio Resti (1755-1814), politicien, écrivain
- Benedetto Rogacci (1646-1719)
- Giorgio Sagrivi
- Giovanni Francesco Sorgo (1706-1771)
- Pietro Ignazio Sorgo / Peter Ignaz Sorgo (1749-1826)
- Luka Sorkočević / Luca Sorgo (1734-1789), diplomate et compositeur (père d'Autun)
- Antun Sorkočević / Antonio Sorgo (1775-1841), diplomate, écrivain, compositeur
- Benedetto Stay (1714-1801)
- Domenico Stoich ( -1853)
- Joakim Stulli / Gioacchino Stulli (1730-1817), lexicographe
- Luca Stulli (1772-1828), scientifique
- Mauro Vetrani / Mavro Vetranović (1482 ou 1483-1576),
- Ivan Bunić Vučić / Giovanni Bona de Boliris (1591-1658), politicien, écrivain
- Dominko (Dinko) Zlatarić / Domenico Slatarich (1558-1613), écrivain
- Bernardo Zamagna (1735-1820), scientifique, jésuite
- Flora Zuzzeri / Fiore Zuzori (1552-1648), écrivain

### Familles nobles importantes
- Famille Gundulić (Gondola)
- Famille Getaldić (Ghetaldi)
- Famille Bunić (Bona)
- Famille Pucić (Vigo)
- Famille Sorkočević (De Sorgho)
- Famille Gradić (Gradi)
- Famille Gučetić (Gozze)
- Famille Rabrenović (Hrabrenovico)